# Purwotengah (Papar)
Purwotengah is een bestuurslaag in het regentschap Kediri van de provincie Oost-Java, Indonesië. Purwotengah telt 3953 inwoners (volkstelling 2010).